# E-Rotic
Gli E-Rotic sono un duo musicale di musica eurodance tedesco formatosi nel 1994.
Tra i brani più conosciuti del gruppo vi sono Max Don't Have Sex With Your Ex (1994), Fred Come to Bed e Sex on the Phone (1995).
Il duo, che consisteva originariamente della cantante tedesca Lyane Leigh (nata Liane Hegemann) e del cantante statunitense Richard Allen Smith (a.k.a. Raz-Ma-Taz), è noto per i riferimenti e le allusioni al mondo della sessualità. Nella formazione rinnovata, dal 2014, Raz-Ma-Taz è stato sostituito da Stephen Appleton.

## Discografia

### Album in studio
- 1995 - Sex Affairs
- 1996 - The Power of Sex
- 1997 - Sexual Madness
- 1997 - Thank You for the Music
- 1999 - Kiss Me (in Giappone)
- 2000 - Gimme, Gimme, Gimme
- 2001 - Sexual Healing
- 2001 - Sex Generation
- 2003 - Cocktail E-Rotic

### Album remix e Raccolte
- 1998 - Greatest Tits – The Best of E-Rotic
- 2000 - Dancemania Presents E-Rotic Megamix
- 2001 - The Very Best of E-Rotic
- 2002 - The Collection
- 2003 - Total Recall